# 로렌조 오일 (영화)
《로렌조 오일》(영어: Lorenzo's Oil)은 1992년 공개된 오스트레일리아와 미국의 드라마 영화이다. 로렌조 마이클 머피 오도네이의 부모가 아들이 걸린 부신백질이영양증 치료법을 찾는 과정을 그렸다. 영화 제목은 부모가 발명한 로렌조 오일에서 따왔다.
평론가들로부터 대체로 호평을 받았으며, 1993년 제65회 아카데미상 여우주연상과 각본상 후보에 올랐다.

## 줄거리
1983년 7월 세계은행에 근무하며 코모로 제도에 주재하던 경제 전문가 아우구스토가 가족들과 미국에 들어온 후 아들 로렌조가 청력을 상실하는 등 신경 질환 증세를 보이기 시작한다. 처음엔 아프리카에서 기생생물에 감염된 것이 아닌가 의심하지만 1984년 4월 로렌조는 모계 유전인 부신백질이영양증(ALD) 판정을 받는다. 아우구스토와 아내 미케일라는 환자들이 대개 발병 후 2년 내에 사망한다는 사실에 절망한다.
의학 분야에 문외한이던 이들 오도네이 부부는 치료법을 찾아내기로 결심하고, 전 세계 의사, 과학자, 연구자들을 끈질기게 붙들고 늘어진다. 심지어는 헛된 희망에 매달리다가 상처받지 말라는 지원 단체 대표들과도 싸운다. 부부는 의학 서적과 논문을 뒤지고, 동물 실험을 검토하고, 거스 니컬라이어스 교수의 도움을 받으며 ALD 연구 국제 회의를 주관한다.
윌리엄 B. 리조 박사가 배양 세포에 올레산을 추가했더니 ALD 요인 축적이 차단되었다고 언급하자 오도네이 부부는 이를 치료법 단초로 삼는다. 전문가들은 치료제 제조와 임상 시험에 몇 년이 걸릴 거라며 회의감을 표하지만 부부는 수백 개 회사를 수소문하고, 1985년 9월 화학 회사 크로다에서 일하는 영국인 화학자 돈 서더비가 기름을 적절한 배합으로 증류해내는 도전을 떠맡는다.
그 결과 카놀라유와 올리브유에서 추출한 두 종류의 긴사슬 지방산이 포함된 기름 한 병이 만들어지고, 오도네이 부부는 이를 로렌조의 식단에 추가한다. 1986년 12월 로렌조의 매우 긴사슬 지방산 축적이 정상화되고, 증상 진행이 멎는다. ALD 판정 32개월만의 일이었다.
다른 ALD 환자들도 같은 효과를 보고, 이 기름은 곧 "로렌조 오일"(Lorenzo's Oil)로 불리게 된다. 로렌조는 이미 신경 손상이 크고 증상 역전은 불가능하다는 걸 알고 부부는 낙담하지만, 신경을 감싸는 지질 절연체인 말이집 손상을 재건하는 새로운 과제에 착수한다.
영화 인터타이틀은 이제 14살이 된 로렌조는 시력을 되찾았고, 고개를 양옆으로 가눌 수 있고, 단순한 소리를 발화하게 되었으며, 컴퓨터를 사용해 의사소통하는 법을 배우고 있다고 전한다.

## 출연
- 닉 놀티 - 아우구스토 오도네(오도네이) 역
- 수전 서랜던 - 미케일라 오도네이 역
- 피터 유스티노프 - 거스 니컬라이어스 역
- 캐슬린 윌호이트 - 디어드러 "디디" 머피, 로렌조의 이모 역
- 제리 배먼 - 주덜론 의사 역
- 마고 마틴데일 - 웬디 김블 역
- 제임스 레브혼 - 엘러드 머스커틴 역
- 앤 헌 - 로레타 머스커틴 역
- 마두카 스테디 - 오모리 역
- 잭 오맬리 그린버그[3][4] - 로렌조 오도네이 역
- 러타니아 리처드슨 - 루스 간호사 역
- 피터 매켄지 - 면역억제 의사 역
- 로라 리니 - 젊은 교사 역
- 엘리자베스 데일리 - 로렌조 역 (음성 효과)

## 우리말 녹음
KBS 성우진
- 이선영 - 미케일라 오도네이(수전 서랜던)
- 노민 - 니컬라이어스(피터 유스티노프)
- 황원
- 주희
- 송두석
- 성선녀
- 유영환